# علال يعلى

علال يعلى أقصى يسار الصورة مع مجموعة ناس الغيوان، واستمرارية خطها الفني بعد وفاة بوجميع أحد أهم مؤسسي المجموعة الغيوانية

علال يعلى فنان ومسيقي وعازف موسيقى تراثية، عروف بلقب «الفنان الصامت»، فهو رجل عصامي طبعت أخلاقه الكثير من الصمت، وقليل من الكلام، فالفنان قليل الخرجات الإعلامية، منذ كانت الفرقة الغيوانية في أوج سطوع نجمها.
لم يتحدث علال يعلى عن نفسه إلا من خلال الخشبة، وظل بعيدا عن أضواء الإعلام خارج خشبة المسرح الموسيقي. عرف لدى الساكنة البيضاوية بحسن اخلاقه وتواضع شخصه، يزيده هالة وإعجابا بين الجمهور البيضاوي، الذي يعرفه جيدا منذ سنوات السبعينات من أبناء الحي المحمدي، حيث ترعرع منذ نعومة اظافره.
نعود أصوله إلى منطقة اولاد برحيل جنوبا، تعلم علال يعلى الموسيقى في البداية بطريقة عفوية، لكنه سرعان ما انكبّ على دراستها ليصبح أستاذا وفنانا موسيقيا بكل ما للكلمة من معنى، حيث أبدعت أنامله وأبان عن موهبة متميزة، انسجاما مع أوتار عبد الرحمن قيروش (باكو) بين البانجو والكنبري، ساهمت أنامله في إخراج الموسيقى التراثية من السبات والركود، لتمتد إلى العالمية خارج الحدود المغربية حيث لقيت احترام وتقدير كل المتخصصين ومتذوقي الفنون الموسيقية الأصيلة.
يلقب علال يعلى أحيانا لدى الصحافة المحلية، بالفنان الحكي، فهو أكبر أعضاء المجموعة سنا، وأحد مؤسّسيها مع بوجميع. سيكون له دور الرّزين في استكمال مسيرة ناس الغيوان بعد تعرّضها لنكسة وفاة أحد أعضائها البارزين، وكاتب كلماتها الفنان «بوجميع» في حادثة تسمم مأساوية. ليقرر الأربعة الباقون، عمر السيد، علال يعلى، عبد الرحمن قيروش (باكو)، والعربي باطما مواصلة المغامرة، بعد أن كان هذا الأخير رافضا مواصلة المشوار بعد نكسة رحيل بوجميع. لكن الفرقة أقنعته بمواصلة المسير مع الاحتفاظ لبوجميع بميكرفون فارغ رمزي فوق الخشبة، وخلفه الحراز، في إشارة إلى شخصية مسرحية، كان قد سبق ولعب دورها الرئيسي، وكانت تحمل نفس الاسم «الحراز».
أتقن علال يعلى وتفنن في العزف على العديد من الآلات الموسيقية، كالالعــود والكنبري، ولكنّه عُرف باتقانه العزف على آلة البانجو بالدرجة الأولى، التي استخرج منها ألحانا فريدة ذات صبغة تراثية خالصة، وفي انسجام إيقاعي مع رفيق الدّرب عبد الرحمن قيروش (باكو).

## وصلات خارجية
- تدوينة عن الرائعة التراثية «فين غادي بيا خويا» لناس الإيوان.
- ثقافة وفن: موقع الجزيرة.نت"ناس الإيوان..ملحمة جيل مبدع
- موقع الجزيرة.نت «الثورة الأصيلة والتجديد في الموسيقى العربية بين الوعي الفني الإنساني والوعي الأيديولوجي»